# Ayomide Bello
Pour les articles homonymes, voir Bello (homonymie).
Ayomide Emmanuel Powei Bello, née le 4 avril 2002 à Epe, est une céiste nigériane.

## Biographie
Ayomide Bello naît sur un canoë en 2022 à Epe, sa mère travaillant dans la pêche. Elle fait partie d'une fratrie de huit.
Elle pratique la natation puis se familiarise avec le canoë-kayak par une proche ; elle participe aux Jeux olympiques de la jeunesse de 2018 à Buenos Aires.
Elle est médaillée d'or en C1 200 mètres, en C1 500 mètres, en C2 200 mètres ainsi qu'en C2 500 mètres aux Jeux africains de 2019.
A seulement 17 ans, elle devient la première femme nigériane à se qualifier pour une épreuve olympique de canoë-kayak en remportant en 2019 l'épreuve de C1 200 mètres lors des qualifications africaines pour les Jeux olympiques d'été de 2020 à Tokyo ; elle termine troisième en quarts de finale du C1 200 mètres.
Elle remporte la médaille d'or en C1 200 mètres, en C1 500 mètres ainsi qu'en C2 500 mètres avec Beauty Otuedo aux Championnats d'Afrique de course en ligne de canoë-kayak 2023 à Abuja, et se qualifie pour les Jeux olympiques d'été de 2024 à Paris,,.